# Команчі (Оклахома)
Команчі (англ. Comanche) — місто (англ. city) в США, в окрузі Стівенс штату Оклахома. Населення — 1378 осіб (2020).

## Географія
Команчі розташоване за координатами 34°21′45″ пн. ш. 97°58′48″ зх. д. / 34.36250° пн. ш. 97.98000° зх. д. (34.362491, -97.979894).  За даними Бюро перепису населення США в 2010 році місто мало площу 11,84 км², з яких 11,75 км² — суходіл та 0,09 км² — водойми.

### Клімат
| Клімат : Команчі      | Клімат : Команчі | Клімат : Команчі | Клімат : Команчі | Клімат : Команчі | Клімат : Команчі | Клімат : Команчі | Клімат : Команчі | Клімат : Команчі | Клімат : Команчі | Клімат : Команчі | Клімат : Команчі | Клімат : Команчі | Клімат : Команчі |
| Показник              | Січ.             | Лют.             | Бер.             | Квіт.            | Трав.            | Черв.            | Лип.             | Серп.            | Вер.             | Жовт.            | Лист.            | Груд.            | Рік              |
| Середній максимум, °C | 9,6              | 12,7             | 17,9             | 23,4             | 27,4             | 31,6             | 34,9             | 34,5             | 29,7             | 24,1             | 17,3             | 11,6             | 22,9             |
| Середній мінімум, °C  | −3,6             | −0,8             | 4,1              | 10,4             | 14,8             | 19,4             | 21,8             | 21,2             | 17,1             | 10,5             | 4,3              | −1,2             | 9,8              |
| Норма опадів, мм      | 30               | 43               | 66               | 76               | 130              | 102              | 58               | 61               | 112              | 86               | 56               | 38               | 856              |
| --------------------- | ---------------- | ---------------- | ---------------- | ---------------- | ---------------- | ---------------- | ---------------- | ---------------- | ---------------- | ---------------- | ---------------- | ---------------- | ---------------- |
| Джерело: weather.com  |                  |                  |                  |                  |                  |                  |                  |                  |                  |                  |                  |                  |                  |

## Демографія
Згідно з переписом 2010 року, у місті мешкали 1663 особи в 689 домогосподарствах у складі 462 родин. Густота населення становила 140 осіб/км².  Було 821 помешкання (69/км²).
Расовий склад населення:
| - 86,4 % — білих - 7,3 % — корінних американців - 0,2 % — вихідців з тихоокеанських островів - 0,2 % — чорних або афроамериканців - 0,1 % — азіатів - 1,0 % — осіб інших рас |

До двох чи більше рас належало 4,7 %. Частка іспаномовних становила 2,8 % від усіх жителів.
За віковим діапазоном населення розподілялося таким чином: 25,7 % — особи молодші 18 років, 57,0 % — особи у віці 18—64 років, 17,3 % — особи у віці 65 років та старші. Медіана віку мешканця становила 37,5 року. На 100 осіб жіночої статі у місті припадало 95,0 чоловіків;  на 100 жінок у віці від 18 років та старших — 89,7 чоловіків також старших 18 років.
Середній дохід на одне домашнє господарство  становив 42 598 доларів США (медіана — 32 500), а середній дохід на одну сім'ю — 47 993 долари (медіана — 40 592). Медіана доходів становила 43 958 доларів для чоловіків та 23 281 долар для жінок. За межею бідності перебувало 22,8 % осіб, у тому числі 26,5 % дітей у віці до 18 років та 12,1 % осіб у віці 65 років та старших.
Цивільне працевлаштоване населення становило 657 осіб. Основні галузі зайнятості: освіта, охорона здоров'я та соціальна допомога — 23,0 %, роздрібна торгівля — 13,7 %, мистецтво, розваги та відпочинок — 9,9 %, сільське господарство, лісництво, риболовля — 9,7 %.